# Муниф, Абдель Рахман
Абдель Рахман Муниф или Абд ар-Рахман Муниф (араб. عبد الرحمن منيف‎; 29 мая 1933, Амман, Иордания — 24 января 2004, Дамаск, Сирия) — арабский писатель, мемуарист, журналист и культурный критик. Считается одним из классиков арабской литературы XX века. Из-за социально-критической направленности его произведений, многие работы автора были запрещены в Саудовской Аравии, а сам он был лишён гражданства и вынужден был покинуть страну.

## Биография
В 1952 году перебрался в Багдад изучать право, а затем в Каир. Получил степень по юриспруденции в Сорбонне и по экономике нефтяной промышленности в Белградском университете. Вернувшись в Ирак, работал в министерстве нефти, редактировал профильный журнал и состоял в партии БААС. В 1970-х оставил работу, вышел из партии, переехал в Дамаск и занялся литературным творчеством. Стал автором 15 романов. Был резким критиком режима Саддама Хусейна (и вообще политической и экономической верхушки нефтеносных стран региона), но также и американского вторжения в Ирак.

## Книги
- Деревья… и убийство Марзука  (1973, русский перевод 1980)
- Марафон. Миссия на Восток (1985)